# Петушок Фацера
Петушо́к Фа́цера (фин. Fazerin kukko) — полуабстрактная скульптура в стиле паблик-арт финского художника Бьёрна Векстрёма, расположенная на улице Клуувикату в Хельсинки.

## История
Скульптура была создана художником Бьёрном Векстрёмом в 1991 году в честь столетия открытия предпринимателем Карлом Фацером первого собственного кафе «Fazer».
На передней стороне основания находится металлический барельефный профиль Карла Фацера и его автограф. На постаменте имеется гравировка на финском языке: «Карл Фазер открыл 17 сентября 1891 года „Французско-русскую кондитерскую“ по адресу Клуувикату, 3. Дабы почтить память основателя, компания Oy Karl Fazer Ab преподнесла в день столетия эту скульптуру городу Хельсинки».
Вид скульптуры условно передаёт облик петушка, изображение которого долгое время присутствовало на логотипах компании Fazer и на многих её изделиях, например, на жестяных банках со сладостями. Также скульптура отдалённо напоминает позвонок крупного животного. Идею скульптор почерпнул во время прогулки по Аландским островам, где им был обнаружен остов оленя. «… в находке были образ петушка с крыльями и любовь Карла Фацера к охоте», — свидетельствует Бьёрн Векстрём.